# 澳赫金蛛
澳赫金蛛（学名：Argiope ohsumiensis）为园蛛科金蛛属的动物。分布于日本、台湾岛等地。该物种的模式产地在日本。